# Julio de Benito
Julio Antonio de Benito Torrente (Valencia, 7 de agosto de 1947 - Madrid, 6 de septiembre de 2009) fue un periodista español.

## Biografía
Hermano del también periodista Luis de Benito, casi toda su carrera profesional estuvo ligada a Radiotelevisión Española, donde ingresó a mediados de los años setenta.
A principios de la década de los ochenta fue nombrado director de los servicios informativos de Radio Nacional de España, cargo que ejerció hasta febrero de 1984, y del que dimitió por discrepancias con el director de la cadena Fernando González Delgado, en cuanto al tratamiento que se daba a los informativos.
Tan sólo dos meses después fue nombrado subdirector general de Centros Regionales de Televisión Española y en noviembre de ese mismo año jefe de redacción de Telediario.
Tras el nombramiento de Pilar Miró como Directora del ente público, Julio de Benito sustituyó a Enric Sopena en la dirección de los Servicios Informativos de Televisión Española a partir de octubre de 1986. Durante su mandato, estuvieron al frente de los principales Telediarios su hermano Luis de Benito y Luis Mariñas.
A partir de 1991 inició su vinculación con Josep Borrell, por entonces Ministro de Obras Públicas,departamento del que De Benito pasó a ser asesor ejecutivo.
Cuando en 1998 Borrell fue elegido candidato del Partido Socialista Obrero Español a las elecciones generales, De Benito se integró en la denominada Oficina del Candidato, ejerciendo la jefatura de Relación con los Medios de Comunicación.
Tras su reincorporación a Televisión Española, ejerció el puesto de Director de Área de Naturaleza desde 2004 y dirigió las series La España salvaje (2003), Espacios naturales y Hábitat con futuro (2005-2006).
Estuvo casado con la también periodista Pilar Trenas, de la que enviudó en 1996.
Murió el 6 de septiembre de 2009, a los 62 años de edad, en la Clínica Montepríncipe de Madrid en cuya UCI llevaba ingresado más de dos meses.
| Predecesor: Enric Sopena | Director de Servicios informativos de TVE 1986-1989 | Sucesor: Diego Carcedo |